# Sfântul Nicolae (sărbătoare)
Sărbătoarea Sfântului Nicolae este  o sărbătoare orientată (în Europa) în principal înspre copii, și care sărbătoare il are ca protagonist pe Sfântul Nicolae din Myra. Este vorba despre o tradiție vie în mai multe țări europene, ziua de 6 decembrie fiind stabilită ca zi care anunță sosirea Crăciunului. 
Este sărbătorită în special în Țările de Jos (cunoscut ca Sinterklaas), Belgia, Luxemburg, nordul și nord-estul Franței (Flandra franceză; nordul Champagne-Ardenne; Franche-Comte; Alsacia, unde este adânc înrădăcinată; și Lorena, unde Sfântul Nicolae este patron), Germania, Austria, Croația, Spania (unde este patronul spiritual al orașului Alicante), Ungaria, Polonia, Cehia, Lituania, România, Marea Britanie, Ucraina, Slovacia, Slovenia, Serbia, Georgia, Bulgaria și Elveția.
Tradițiile diferă în funcție de regiune. O trăsătură comună a acestor sărbători este distribuirea de cadouri și de dulciuri copiilor, sărbătoare care la unii îl înlocuiește pe Mos Crăciun iar la alții cele doua sărbători se complementează una pe alta.
În România copiii primesc dulciuri sau cadouri în pantofi dacă au fost cuminți, iar dacă nu, o nuielușă.

## Polonia
Obiceiul oferirii de cadouri în Polonia pot fi găsite în textele secolului al XVIII-lea. Copiii primesc mere, nuci poleite, turtă dulce și cruci (crucifixuri) din lemn.
În noaptea de 5 decembrie spre 6 decembrie, se lasă cadouri sub pernă, sau în vreo cameră sau cadourile se plasează într-un ciorap mare.